# Tarumizu
Tarumizu (垂水市, Tarumizu-shi) est une ville située dans la préfecture de Kagoshima, au Japon.

## Géographie

### Situation
La ville de Tarumizu est située dans le sud de l'île de Kyūshū, au bord de la baie de Kagoshima.

### Démographie
En mai 2023, la ville de Tarumizu avait une population de 12 879 habitants répartis sur une superficie de 162,12 km2.

## Histoire
Tarumizu a acquis le statut de ville en 1958.